# Madeleine (film, 2003)
Pour les articles homonymes, voir Madeleine.
Pour plus de détails, voir Fiche technique et Distribution.
Madeleine (마들렌) est un film sud-coréen réalisé par Park Kwang-chun, sorti en 2003.

## Synopsis
Kang Ji-suk est un étudiant en littérature coréenne, considère ses livres comme ses meilleurs amis et passe son temps à la maison ou à la bibliothèque. Un jour, il rencontre par hasard Lee Hee-jin, une vieille camarade de classe qu'il n'avait pas revue depuis une éternité. Cette dernière, devenue une jeune femme à la beauté envoûtante, a concrétisé ses rêves d'enfant en devenant styliste dans un salon de coiffure. Après l'avoir recroisée à nouveau, Hee-jin lui soumet l'idée saugrenue de découvrir à quoi peu bien ressembler une vie de couple en la prenant à l'essai comme petite amie pendant un mois ...

## Fiche technique
- Titre : Madeleine
- Titre original : 마들렌
- Réalisation : Park Kwang-chun
- Scénario : Kim Eun-jeong, Park Kwang-chun et Sol Joon-seok
- Production : Seo Wu-sik
- Musique : Michael Staudacher
- Photographie : Kim Yeong-cheol
- Montage : Park Gok-ji
- Pays d'origine : Corée du Sud
- Format : Couleurs - 2,35:1 - Dolby Digital - 35 mm
- Genre : Romance
- Durée : 118 minutes
- Date de sortie : 10 janvier 2003 (Corée du Sud)

## Distribution
- Jo In-sung : Kang Ji-suk
- Shin Min-a : Lee Hee-jin
- Kang Rae-yeon : Yoo-jung
- Kim Su-ro : Mah-ho
- Park Jeong-ah : Sung-hae

## Récompenses
- Nomination au prix de la meilleure musique, lors des Grand Bell Awards 2003.